# 156
Évszázadok: 1. század – 2. század – 3. század
Évtizedek: 100-as évek – 110-es évek – 120-as évek – 130-as évek – 140-es évek – 150-es évek – 160-as évek – 170-es évek – 180-as évek – 190-es évek – 200-as évek
Évek: 151 – 152 – 153 – 154 –  155 – 156 – 157 – 158 – 159 – 160 – 161

## Események

### Római Birodalom
- Marcus Ceionius Silvanust (helyettese márciustól A. Avillius Urinatius Quadratus, decembertől Q. Canusius Praenestinus) és Caius Serius Augurinust (helyettese Strabo Aemilianus és C. Lusius Sparsus) választják consulnak.
- Montanus elkezdi terjeszteni aszketikus tanait és számos követőt gyűjt. A keresztény egyház eretnekként bélyegzi meg (hozzávetőleges időpont).

## Születések
- Han Ling-ti, kínai császár

## Halálozások
- Csang Tao-ling, kínai taoista filozófus, a Mennyei mesterek útja irányzat alapítója

## Fordítás
- Ez a szócikk részben vagy egészben  a(z)   156 című angol Wikipédia-szócikk ezen változatának fordításán alapul.  Az eredeti cikk szerkesztőit annak laptörténete sorolja fel. Ez a jelzés csupán a megfogalmazás eredetét és a szerzői jogokat jelzi, nem szolgál a cikkben szereplő információk forrásmegjelöléseként.